# Южно-Уральская Корпорация жилищного строительства и ипотеки
Акционерное общество «Южно-Уральская Корпорация жилищного строительства и ипотеки» («ЮУ КЖСИ») — российская строительная компания. По итогам 2015 года компания входит в тройку крупнейших застройщиков Челябинской области.
Корпорация была основана в ноябре 2002 года правительством Челябинской области и первоначально выступала исключительно как региональный оператор федерального АИЖК. С 2007 года ОАО «ЮУ КЖСИ» вышло на областной рынок жилищного строительства в качестве застройщика.
В структуре компании собственный отдел продаж, управляющая компания, а также подразделения участвующие в строительстве объектов недвижимости. Компания создана правительством Челябинской области в 2002 году и на 100% принадлежит Челябинской области в лице Министерства имущества и природных ресурсов Челябинской области.

## История

#### 2002
15 августа Губернатором Челябинской области подписано постановление о создании ОАО «Южно-Уральское Агентство по ипотечному жилищному кредитованию».
12 ноября ОАО «ЮУ АИЖК» зарегистрировано в реестре юридических лиц. Эта дата считается Днём рождения Корпорации.
25 декабря выкуплена первая закладная, оформленная кредитной организацией. Подписаны соглашения о сотрудничестве с ОАО «Челябинвестбанк» и ОАО «Челиндбанк».

#### 2003
6 мая подписано соглашение с федеральным Агентством ипотечного жилищного кредитования (АИЖК).
28 августа состоялась первая сделка по продаже закладных.

#### 2004
Подписаны генеральные соглашения о сотрудничестве в области ипотечного жилищного кредитования практически со всеми муниципальными образованиями Челябинской области.

#### 2005 Г.
5 сентября получена лицензия на выполнение функций заказчика-застройщика при строительстве объектов жилой недвижимости.

#### 2006 Г.
Впервые заключены договоры инвестирования объектов малоэтажного жилищного строительства.
В Магнитогорске начинается строительство коттеджного посёлка Нежный.

#### 2007 Г.
Участие в государственных программах «Молодая семья», «Бюджетники», «Реабилитация населения Челябинской области от последствий деятельности ПО «Маяк». Начинается работа по жилищным сертификатам бывших военнослужащих и с субсидиями на приобретение жилья для государственных служащих.
Реализация проектов многоквартирных домов в Челябинске, Троицке, Чебаркуле, Еманжелинске, Коркино, Южноуральске, Миассе, Копейске, Златоусте, Магнитогорске, Кыштыме, Бакале, Сатке, Катав-Ивановске, в посёлках Первомайский и Увельский.
Запускаются проекты малоэтажного строительства в Чебаркульском районе (посёлок Лебяжье) и под Южноуральском (посёлок Рощино-2).

#### 2008 Г.
6 мая ОАО «Южно-Уральское Агентство по ипотечному жилищному кредитованию» переименовано в АО «Южно-Уральская Корпорация жилищного строительства и ипотеки».
Введены в эксплуатацию многоэтажные дома в Южноуральске, Еманжелинске, Чебаркуле, Сатке. Сдан в эксплуатацию 91 индивидуальный жилой дом в загородном посёлке Лебяжье Чебаркульского района.

#### 2009 Г.
Внедрение новых механизмов приобретения жилья: «коммерческий наём жилья с правом последующего выкупа», «ломбардная ипотека», «корпоративная ипотека».
Введены в эксплуатацию многоэтажные дома в Троицке и Чебаркуле.

#### 2010 Г.
По итогам 2009 года АО «Южно-Уральская Корпорация жилищного строительства и ипотеки» признана лучшим поставщиком закладных в России.
Летом утверждена новая ипотечная программа «Революция в ипотеке» с беспрецедентно мягкими условиями кредитования.
В Челябинске стартует строительство жилого микрорайона в посёлке Чурилово,  Корпорация выступает в качестве застройщика и генерального подрядчика.

#### 2011 Г.
С 7 октября 2011 года до 14 марта 2012 года компанию возглавлял Сергей Васильевич Ветров. Завершено строительство домов в посёлке Чурилово. Завершено строительство домов в посёлке Лебяжье. Начато строительство нового жилого комплекса – микрорайона Парковый на северо-западе Челябинска. АО «ЮУ КЖСИ» - застройщик, генеральный подрядчик. При участии Корпорации и Правительства Челябинской области создан Фонд содействия ипотечному жилищному кредитованию. Благодаря безвозмездным субсидиям от Фонда, около 1500 семей смогли успешно решить квартирный вопрос. Получен сертификат соответствия системы менеджмента качества в строительстве и инвестиционной деятельности. Составление годовой финансовой отчётности Корпорации по международным стандартам финансовой отчётности, ретроспективно за период с 2008 по 2010 годы.

#### 2012 Г.
С 14 марта 2012 года до 22 декабря 2014 года компанию возглавлял Юрий Анатольевич Лейвиков.
В Парковом начато возведение домов «финской» серии, обладающих улучшенными характеристиками по теплопроводности и шумоизоляции. В общей сложности, в Парковом введено в эксплуатацию более 95 000 кв.м. жилья. Завершено строительство домов в посёлке Рощино - 2. Рейтинговое агентство «Эксперт РА» повысило рейтинг качества услуг по сопровождению закладных ЮУ КЖСИ до уровня А «Высокий уровень качества услуг». Стартовал проект «Парковый – детям». Помощь воспитанникам детских домов из средств, полученных при реализации недвижимости в микрорайоне Парковый. Создан Фонд социальной поддержки дольщиков и заёмщиков, целью которого является оказание поддержки гражданам, пострадавшим от недобросовестных застройщиков. Корпорация переходит на формирование консолидированной отчётности по международным стандартам.
Государственная регистрация первого выпуска облигаций. Присвоение международным рейтинговым агентством FitchRaiting выпуску облигаций рейтинга ВВ+

#### 2013 Г.
Рейтинговое агентство «Эксперт РА» повысило рейтинг качества услуг по сопровождению закладных Южно-Уральской корпорации жилищного строительства и ипотеки до уровня А+ «Очень высокий уровень качества услуг». В Сосновском районе на берегу Шершневского водохранилища начато строительство нового загородного квартала Белый Хутор. Реализованы проекты застройки микрорайонов 52 и 53 в Парковом, введены в эксплуатацию два детских сада на 450 мест. Рейтинговое агентство FitchRaiting повысило рейтинги выпуска облигаций до уровней ВВВ- (долгосрочный рейтинг в национальной валюте) и АА+(rus) – национальный долгосрочный рейтинг облигаций.

#### 2014 Г.
Положено начало строительству 50-го жилого микрорайона в Парковом. Стартуют продажи готовых домов в дачном посёлке Жаворонки на озере Аргази (Аргаяшский район). По данным Аналитического центра по ипотечному кредитованию и секьюритизации «Русипотека», ЮУ КЖСИ заняла 3-е место из 36 компаний по объёму купленных и выданных кредитов и объёму рефинансированных (проданных) кредитов. Агентство недвижимости КЖСИ вступило в региональную гильдию риэлторов «Южный Урал».
В загородном квартале Белый Хутор сданы в эксплуатацию восемь жилых домов и детский сад на 150 мест.
22 декабря 2014 года совет директоров компании принял решения назначить генеральным директором Наталью Борисовну Салееву, до этого работавшую на руководящих должностях в группе компаний «СИНАЙ-ГРУПП». Перед новым руководителем наблюдательный совет поставил задачи по антикризисному управлению. Так, при Наталье Салеевой ЮУ КЖСИ приняла для себя стратегию умеренного развития: сфокусировалась на реализации готовых объектов, сократила управленческие расходы, включилась в адресные программы по переселению граждан из ветхо-аварийного жилья, открыла новые направления – аренда квартир с правом выкупа и реновация территорий .

#### 2015 Г.
ЮУ КЖСИ вошла в состав антикризисного Штаба Челябинской области. Июнь - Правительство Челябинской области уполномочило Корпорацию вести региональный реестр участников государственной программы «Жильё для российской семьи». По итогам «голландского» аукциона ЮУ КЖСИ утверждена в качестве застройщика нового микрорайона 19-1 Челябинска, в котором планируется возвести 164 тысячи кв. м жилья.
Сдача в эксплуатацию первых десятиэтажных домов в 50-м микрорайоне Паркового. В 50-м микрорайоне Паркового введён в эксплуатацию детский сад на 290 мест

#### 2016 Г.
АО «ЮУ КЖСИ» выпустило ценные бумаги. 18 января была зарегистрирована выдача Ипотечных сертификатов участия (ИСУ «Шёлковый путь»). Ценные бумаги выпущены в количестве 1 000 000 сертификатов с общим объёмом ипотечного покрытия 1 143 610 967,00 рублей. В состав ипотечного покрытия вошли обеспеченные ипотекой требования, удостоверенные закладными в количестве 769 закладных (жилищные объекты, завершённые строительством).
Ввод в эксплуатацию многоквартирного дома на 159 квартир по адресу ул. Светлая, 4 в мкр. «Белый Хутор» (Сосновский район). Старт продаж квартир на этапе строительства в доме по адресу ул. Светлая, 3 в мкр. «Белый Хутор» (Сосновский район). Начало строительство коттеджей в загородном посёлке «Белый Хутор» Сосновского района.
Выполнен комплекс работ по благоустройству территории мкр. «Белый Хутор» (завершено благоустройство площадки входной группы микрорайона, заасфальтированы проезды).
ЮУ КЖСИ разработала собственные ипотечные программы: «Молодая семья», «Молодые учителя и медицинские работники», «Социальная ипотека», «Вторичное жильё» со ставкой от 9,5%. Ввод в эксплуатацию первого в 50 микрорайоне (г. Челябинск, мкр.«Парковый») 17-этажного дома серии «Таганай» на 240 квартир. Реализован масштабный совместный проект с ХК «Трактор»: «На игры «Трактора» билет купи – в «Белом Хуторе» живи», разыграна квартира в мкр. «Белый Хутор».

#### 2017 Г.
По совокупному объёму вводимого жилья Корпорация входит в число застройщиков-лидеров жилищного строительства Южного Урала. В 2017 году ЮУ КЖСИ ввела в эксплуатацию 3 многоквартирных жилых дома общей жилой площадью 26 733 кв.м. (548 квартир) в Челябинске и в пос. Западный (Сосновский район Челябинской области). Выданы ипотечные жилищные займы на общую сумму 27 млн руб.
ЮУ КЖСИ расширяет программу «Аренда с правом выкупа» предложением домов в посёлке «Жаворонки».  Первые участники подают заявки на займы и выходят на регистрацию договоров купли-продажи. Корпорация приступает к реализации планов по строительству очереди монолитно-каркасных домов в микрорайоне «Парковый».
Для комплексной подготовки и реализации проекта строительства общественно-делового центра на пересечении улиц Береговой и Братьев Кашириных в Челябинске ЮУ КЖСИ привлекается участником и экспертом в хозяйственное партнёрство «Конгресс холл».
Завершена подготовка помещений для офиса врача общей практики в квартале «Белый хутор» и филиала городской клинической поликлиники № 5 в 50 микрорайоне «Паркового». Совместно с Министерством экономического развития Челябинской области дан старт пилотному проекту по строительству общеобразовательной школы на 1100 учащихся в посёлке Западном.
ЮУ КЖСИ продолжает поддерживать спецпроекты. Главным призом телешоу «Хочу себя», в котором участники совершенствовали собственное тело и дух, стала однокомнатная квартира в квартале «Белый хутор».  Празднование 70-летнего юбилея хоккейного клуба «Трактор» также ознаменовалось розыгрышем жилья в новом доме по ул. Светлая, 3 (посёлок Западный).
Для развития атмосферы добрососедства в микрорайонах «Парковый» и «Белый хутор» ЮУ КЖСИ проводит семейные и патриотические праздники. Среди них Стена памяти, День защиты детей,  совместные фитнес-тренировки и уроки по танцам.

#### 2018
В 2018 году компания достраивает уже начатые проекты: микрорайон № 50 в Челябинске (Парковый), а также микрорайон «Белый хутор» в Сосновском районе Челябинской области; в продаже также коттеджные посёлки «Жаворонки» (дачный посёлок в Аргаяшском районе Челябинской области, Рощино-2 (в Южноуральске), Лебяжье (Чебаркульский район)

#### 2019
В апреле 2019 года Наталья Салеева приняла решение покинуть Корпорацию в связи с выполнением поставленной ранее задачи - выведению компании из кризиса 2014 года:
–   За 4 с половиной года корпорация сократила долги в 22 раза, сохранила за собой статус надёжного застройщика и продолжает развивать проекты «50 микрорайон Паркового» и «Белый хутор». По поручению губернатора, в августе 2018 года компания приступила к проектированию и строительству одного из трёх президентских посёлков к саммитам 2020. В целом, считаю, что на сегодняшний день поставленные ранее задачи нами выполнены.
С 8 мая по 8 октября 2019 года обязанности генерального директора исполнял зам.директора ЮУ КЖСИ по девелопменту Михаил Сергеевич Демаков.
С 7 октября 2019 года по решению наблюдательного совета компании генеральным директором ЮУ КЖСИ сроком на пять лет назначен Владимир Александрович Атаманченко.
2020
В начале 2020 года компания приступила к реализации на территории города Челябинска национального проекта "Жильё и городская среда". В его задачи входит сокращение непригодного жилищного фонда и обеспечение доступным жильём семей со средним достатком. Так, по улице Станционная 9 (п. Новосинеглазово) ЮУ КЖСИ на месте снесённых бараков начала строительство современной новостройки на 124 квартиры высотой в 9 этажей.